# UFC 148
UFC 148: Silva vs. Sonnen II foi um evento de artes marciais mistas organizado pelo Ultimate Fighting Championship. O evento aconteceu dia 7 de julho de 2012, no MGM Grand Garden Arena, Las Vegas, EUA. 

## Background
O evento sediou a revanche muito esperada entre Anderson Silva e Chael Sonnen, que inicialmente iria participar do card do UFC 147 ocorrido em Belo Horizonte, mas a organização decidiu passar a luta para esse evento.
Dominick Cruz era esperado para colocar seu Cinturão em jogo contra Urijah Faber mas Cruz se machucou e ficará fora por nove meses. Então Urijah Faber e Renan Barão iam disputar o Cinturão Interino dos Cinturão Interino dos Pesos Galos, mas devido a lesão de José Aldo que iria defender seu cinturão no UFC 149, essa luta foi passada passa para o evento principal do UFC 149.
O card ainda contou com a luta entre Tito Ortiz que anunciou oficialmente que a sua luta contra Forrest Griffin, foi a última da carreira, ainda foi a luta do fim da trilogia entre os dois que já lutaram no UFC 59, Ortiz venceu e no UFC 106, onde Griffin venceu e nesse evento, Griffin venceu por decisão unânime. Tito Ortiz foi introduzido no Hall da fama do UFC.
Rich Franklin era esperado para enfrentar Cung Le, mas devido a lesão de Vitor Belfort, Franklin foi passado para fazer o evento principal do UFC 147 contra Wanderlei Silva. Cung Le enfrentou então Patrick Côté, que foi recontratado pelo UFC.

## Card Oficial
Nota 1 Defendeu o Cinturão Peso-Médio do UFC.

Nota 2 Tito Ortiz se aposentou após a luta.

## Bônus da Noite
Os lutadores receberam U$S 75 mil em bônus.
- Luta da Noite (Fight of the Night):  Forrest Griffin vs.  Tito Ortiz
- Nocaute da Noite (Knockout of the Night):  Anderson Silva
- Finalização da Noite (Submission of the Night): Não houve finalização no evento